# パトリオット (2000年の映画)
『パトリオット』（The Patriot）は、2000年公開のアメリカ映画。アメリカ独立戦争を背景とするドラマを描く。
監督はローランド・エメリッヒ、主演はメル・ギブソン。

## あらすじ
1776年、13植民地が次々とイギリス帝国に対する独立戦争に加わる中、ベンジャミン・マーティンが暮らすサウスカロライナ植民地も、開戦か恭順かの選択を迫られていた。
マーティンは、かつてフレンチ・インディアン戦争の英雄であったが、家族を持った今は開戦に反対していた。一方でそんな父親に反発し、長男のガブリエルは大陸軍に志願して戦場へ赴き、次男のトーマスも従軍を希望していた。
1778年、負傷したガブリエルが帰還する。それに伴ってマーティンの住む家のすぐそばまで迫った戦火は、ガブリエルを敵兵の囚われの身とし、トーマスを死に至らしめた。トーマスを失った怒りからマーティンは昔の本能を呼び起こし、ガブリエルを救出した後、再び戦場へと赴く。
そして旧友のバーウェル大佐を頼って大陸軍に就役し、民兵を組織してイギリス軍に襲撃を始める。その神出鬼没な戦い様から、イギリス軍から“ゴースト”の異名を受け、敵軍のタヴィントン大佐から追撃を受ける様になった彼とその仲間達は、さまざまな犠牲を払いながらもアメリカ独立の大義のために戦う。
そしてついに決戦の日が訪れ、マーティン率いる民兵隊は大陸軍の正式な一員と認められて参加。乱戦のさなか、マーティンは宿敵タヴィントン大佐と対峙する。死闘の末、遂に息子2人の仇を取る事に成功した。コーンウォリス将軍はヨークタウンへ退却した。そして、フランス軍の艦隊が到着し、遂に降伏を宣言し、勝利に終わった。

## 登場人物
ベンジャミン・マーティン
演 - メル・ギブソン
フレンチ・インディアン戦争の英雄と言われていた男。階級は大尉→大佐。人当たりはいいが感情の起伏が激しいこともある。妻は亡くなっている。戦争の悲痛を知っており、誰よりも戦争嫌い。戦闘能力は高く、投擲で敵を倒したこともある。次男を殺されてからは冷酷と優しさの間で揺れ動く。大陸軍では民兵部隊を率いている。
ガブリエル・マーティン
演 - ヒース・レジャー
ベンジャミンの長男。18歳。愛国心が強く、戦争に向かい、大陸軍に所属している。階級は伍長。しかし、伝令文を届けるが負傷し、家に帰り着くがイギリス軍にスパイ容疑をかけられ捕まるが父と息子2人に救出された。しかし、父の反対を押しきり戦地に戻り、民兵に転属した。アンと結婚するが殺された事を知り、弔いする為に立ち向かうがタヴィントンに返り討ちにされ父であるベンジャミンの目の前で息を引き取った。
シャーロット・セルトン
演 - ジョエリー・リチャードソン
ベンジャミンの妻の妹。
アン・ハワード
演 - リサ・ブレナー
ガブリエルの幼馴染。ガブリエルと結婚するが村に帰郷した所でタヴィントン率いる騎兵隊により村人達に教会に閉じ込めた上に火をつけられ家族と共に出られぬまま死亡した。
トーマス・マーティン
演 - グレゴリー・スミス
ベンジャミンの次男。スパイ容疑をかけられたガブリエルを助けようと憲兵に突っかかったが逆にタヴィントンに撃たれて死亡する。
マーガレット・マーティン
演 - ミカ・ブーレム
ベンジャミンの長女。
ウィリアム・マーティン
演 - ローガン・ラーマン
ベンジャミンの息子。5歳。
ウィリアム・タヴィントン
演 - ジェイソン・アイザックス
イギリス軍の大佐。敵とみなせば味方であった人物にも容赦がない非情な性格。最終決戦ではベンジャミンと互角に渡り合い劣勢に追い込むが最後は銃剣で喉元を貫かれて戦死した。
ハリー・バーウェル
演 - クリス・クーパー
大陸軍の大佐。ベンジャミンの旧友。フレンチイン・ディアン戦争では共に戦い、最終決戦ではイギリス軍に勝利し、戦争終結の3週間前に男の子を儲け、彼の息子と同じ名前をつけた。
ジャン・ヴィルヌーヴ
演 - チェッキー・カリョ
フランス軍の少佐。民兵の訓練に派遣された将校で妻と2人の娘をイギリス軍に殺された過去を持つ。しかしベンジャミンの実力は認めており、副官として彼を支え、最後まで戦い抜いた。
チャールズ・コーンウォリス
演 - トム・ウィルキンソン
イギリス軍の将軍。タヴィントンの上官。
オリバー
演 - ルネ・オーベルジョノワ
牧師。牧師だけあり野蛮なことを敬遠する。しかし、ベンジャミンの説得により民兵に参加し、銃を取った。しかし、息子のガブリエルと共にタヴィントンに立ち向かうが撃たれて戦死した。
ピーター・ハワード
演 - ジョイ・D・ビエラ
アンの父親。片耳と片足を戦争で失い、それでいて重税をかける国王に反感を抱いている。片耳を失っていることを逆手に取り、聞こえないふりをすることもある。娘の結婚式に立ち会いが村に帰郷した所でタヴィントン率いる騎兵隊により教会に閉じ込められ火をつけられ家族と共に出られぬまま死亡した。
ジョン・ビリングス
演 - レオン・リッピー
ベンジャミンの仲間。妻と息子の居る村が焼かれた後に殺され、後を追うように自殺した。
ジェームズ・ウィルキンス
演 - アダム・ボールドウィン
イギリス軍の大尉。タヴィントンの副官で常に沈着冷静な性格。ベンジャミンを知る1人。最終決戦では返り討ちにあい戦死した。

## キャスト
| 役名                           | 俳優                               | 日本語吹替                 | 日本語吹替 |
| 役名                           | 俳優                               | ソフト版                   | テレビ東京版 |
| ------------------------------ | ---------------------------------- | -------------------------- | --- |
| ベンジャミン・マーティン       | メル・ギブソン                     | 菅生隆之                   | 磯部勉 |
| ガブリエル・マーティン         | ヒース・レジャー                   | 川島得愛                   | 内田夕夜 |
| シャーロット・セルトン         | ジョエリー・リチャードソン         | 名越志保                   | 高島雅羅 |
| ウィリアム・タヴィントン大佐   | ジェイソン・アイザックス           | 森田順平                   | 谷口節 |
| ハリー・バーウェル大佐         | クリス・クーパー                   | 稲葉実                     | 菅生隆之 |
| ジャン・ヴィルヌーヴ少佐       | チェッキー・カリョ                 | 石波義人                   | 安原義人 |
| オリバー牧師                   | ルネ・オーベルジョノワ             | 小林恭治                   | 納谷六朗 |
| アン・ハワード                 | リサ・ブレナー                     | 野々村のん                 | 小林さやか |
| チャールズ・コーンウォリス将軍 | トム・ウィルキンソン               | 小林修                     | 中村正 |
| ダン・スコット                 | ドナル・ローグ                     | 巻島康一                   | |
| ジョン・ビリングス             | レオン・リッピー                   | 斎藤志郎                   | 斎藤志郎 |
| ジェームズ・ウィルキンス大尉   | アダム・ボールドウィン             | 楠大典                     | 内田直哉 |
| オッカム                       | ジェイ・アーレン・ジョーンズ       | 郷里大輔                   | |
| ピーター・ハワード             | ジョイ・D・ビエラ                  | 島香裕                     | |
| トーマス・マーティン           | グレゴリー・スミス                 | 木村良平                   | |
| マーガレット・マーティン       | ミカ・ブーレム                     | 須藤祐実                   | |
| ウィリアム・マーティン         | ローガン・ラーマン                 | 清水理沙                   | |
| スーザン・マーティン           | スカイ・マッコール・バードゥシアク | 山下夏生                   | 谷井あすか |
| ネイサン・マーティン           | トレバー・モーガン                 | 進藤一宏                   | |
| サミュエル・マーティン         | ブライアン・チャフィン             | 稲葉洋介                   | |
| ハワード夫人                   | メアリー・ジョー・デスチャネル     | 竹口安芸子                 | |
| ボードン                       | ジェイミソン・プライス             | 諸角憲一                   | |
| オハラ                         | ピーター・ウッダード               | 宗矢樹頼                   | |
| アビゲイル                     | ベアトリス・ブッシュ               | 吉沢希梨                   | 熊谷ニーナ |
| ジョシュア                     | シャン・オマー・ヒューイ           | 丸山純路                   | |
| ロリンズ                       | ハンク・ストーン                   | 木下浩之                   | |
| デンバーズ                     | マーク・トゥーグッド               | 宝亀克寿                   | |
| グリーン                       | アンディ・ストール                 | 堀部隆一                   | |
| ハードウィック                 | クリスティアン・トゥルールセン     | 佐々木睦                   | |
| 郵便配達                       | カニン・ハウエル                   | 江川大輔                   | |
| その他                         | N/A                                | 近藤玲子 西前忠久 園田恵子 | 落合弘治 水野龍司 島香裕 岩崎ひろし 岩間淳 本間ゆかり 堀越真己 亀井芳子 川上とも子 津田英三 梅津秀行 鈴木正和 岩田安生 田原アルノ 後藤敦 |
| 日本語版スタッフ               |                                    |                            | |
| 演出                           | 演出                               | 中野洋志                   | 小林守夫 |
| 翻訳                           | 翻訳                               | 税田春介                   | 岸田恵子 |
| 調整                           | 調整                               | 菊池悟史                   | 高久孝雄 |
| 効果                           | 効果                               |                            | リレーション |
| 担当                           | 担当                               |                            | 河村常平 |
| 制作                           | 制作                               | ACクリエイト               | 東北新社 |
| 初回放送                       | 初回放送                           | N/A                        | 2003年7月3日 『木曜洋画劇場』 21:00-23:24                                                                                                |

## 評価
レビュー・アグリゲーターのRotten Tomatoesでは137件のレビューで支持率は62%、平均点は6.10/10となった。Metacriticでは35件のレビューを基に加重平均値が63/100となった。